# Universidad Jaime Bausate y Meza
La Universidad Jaime Bausate y Meza se ubica en la calle Jirón Río de Janeiro 560, en el Distrito de Jesús María, Perú

## Historia
El origen se remonta al 26 de enero de 1929, cuando la Asociación Nacional de Periodistas del Perú (ANP), en la sesión ordinaria de la Junta General, integrada por el presidente de la ANP de ese tiempo, Fernando A. Franco, y Humberto Alván, como secretario de la misma asociación, solicitaron a la Universidad Mayor de San Marcos, un programa de becas para los periodistas que quisieran ampliar sus conocimientos en las facultades de Letras, Derecho y Ciencias Económicas.
Para los periodistas pertenecientes a la Asociación Nacional de Periodistas del Perú de ese tiempo,  era urgente una mejora en la calidad educativa del periodismo. La visión futura de la labor periodística tenía que ir de la mano con cultura, una que le diera las herramientas necesarias para la tarea constante de informar. Además de esto, se buscaba el mejor entendimiento de la realidad nacional peruana, de ese entonces, para su interpretación y divulgación entre la población. Esto debido a la poca información sobre estos temas en la década de 1920 en el Perú y además a los grandes cambios culturales, políticos y económicos que transformaban al país.
Otro objetivo importante, para la Asociación Nacional de Periodistas, era el deseo de crear un centro de formación profesional en donde se pudiera valorar a la libertad de prensa, como eje central para los derechos de las personas y defensa de las demás libertades. Esto se debe a que durante el gobierno de Augusto B. Leguía (1919-1930) fueron cometidos distintos atentados contra la libertad de pensamiento y la libertad de prensa. Algunos de ellos fueron la clausura del diario “La Prensa”, en marzo de 1921, por parte de Leguía, como venganza, por ser un diario contrario a él en las elecciones de 1919. Otro caso fue el ataque a la imprenta del diario El Comercio y la quema de la casa del director del mismo diario, Antonio Miró Quesada, ocurrido el 10 de septiembre de 1919, por, según la denuncia realizada por el propio diario, una turba incentivada por el gobierno de Augusto B. Leguía.  
Estos motivos también llevaron a los integrantes de la Asociación Nacional de Periodistas del Perú (ANP) a tener la intención de que la Universidad Mayor de San Marcos,  tenga en cuenta la creación de una sección de Periodismo en sus recintos. Esto debido a que, en ese tiempo, también se había logrado la creación de una Sección para Notarios, dentro de la facultad de Derecho.
A pesar del entusiasmo, incentivado también por la inauguración del primer local de la Asociación Nacional de Periodistas, dado el 24 de enero de 1929 y ubicado en el edificio Tellería, en el Jr. Cuzco, dentro del Centro de Lima, la inestabilidad política y los cambios de dirigentes en ambas partes,  es decir, Asociación Nacional de Periodistas y Universidad Mayor de San Marcos, llevaron a que el planteamiento de la creación de un centro profesional para periodistas quedara relegada.
Esto debido a que, tras la caída de Augusto B. Leguía, en 1930, por el golpe de Estado perpetrado por los militares bajo el mando del Comandante Luis Miguel Sánchez Cerro, se inició una década llena de conflictos y violencia en que el desgobierno fue la característica principal. Además, para el 15 de enero de 1932, el Congreso Constituyente del Perú, aprobó una ley de emergencia que consideraba como un acto contrario a la estabilidad política y al bienestar social “la difusión de noticias que pudieran quebrantar el crédito del país o perturbar la paz o el orden público”.
Esto llevó a que la prensa de oposición no pudiera cuestionar los actos de ese tiempo, y que se generara un ambiente muy cargado de persecución contra los periodistas que no estaban alineados a la ley que había promulgado el Congreso Constituyente, contribuyendo al cese de cualquier plan para la fundación de una escuela para periodistas.
Además de esto, el 8 de mayo de 1932, el presidente Luis Sánchez Cerro (1931-1933) decretó la suspensión del funcionamiento de la Universidad Mayor de San Marcos y el cambio inmediato de sus autoridades, borrando todo acuerdo que había realizado la Universidad San Marcos con la Asociación Nacional de Periodistas. Esto terminó por sepultar las aspiraciones de los periodistas que deseaban una institución especializada para su profesión dentro de esta casa de estudios.
Posterior al asesinato del presidente Luis Sánchez Cerro, ocurrido en 1933 y la toma del mando del Gral. Oscar R. Benavides (1933- 1939), las ideas de tener un centro profesional para periodistas no se había perdido. A pesar de la turbulenta década de 1930, para la década 1940, aún persistía entre los integrantes de la Asociación Nacional de Periodistas del Perú, la esperanza de que algún día se podría materializar este sueño que había comenzado a darse en 1929.
A pesar de esto, muchos personajes que estuvieron detrás de esta idea desde sus inicios, tuvieron que seguir con sus vidas profesionales por los cambios de la realidad que se vivía en el país y la edad misma, debido a que ya no eran los jóvenes que en 1929, habían ideado la creación de una institución especializada para periodistas.
Es por esta razón que personalidades de la Asociación Nacional de Periodistas del Perú, como Luis Alberto Sánchez, Fernando A. Franco y Emilio Romero Padilla, precursores de la creación de un centro especializado de estudios, que actualmente es la Universidad Jaime Bausate y Meza, tuvieron que dedicarse a otras actividades como el caso de Luis Alberto Sánchez, que fue político, literato y rector de la Universidad Mayor de San Marcos en tres oportunidades (1946 -1948; 1961-1963; 1966-1971). Fernando A. Franco se dedicó al periodismo en la ciudad de Jauja, en el Departamento de Junín, en Perú. Y Emilio Romero Padilla a la investigación sobre la realidad nacional, siendo historiador, geógrafo, político, ensayista y diplomático.
Creación de la Institución
La Asociación Nacional de Periodistas (ANP) materializó, tras años de planeamiento y frustración de sus planes, la fundación del Instituto Libre de Periodismo un 23 de agosto de 1958 e inició sus actividades académicas un 15 de octubre de ese mismo año. Sus primeros profesores fueron periodistas reconocidos y de gran trayectoria en el ámbito nacional de ese tiempo.
El presidente de la institución, el doctor Jaime López Rayagada, en observancia de lo dispuesto en el inicio b, del artículo 30 de los estatus que manda “vela por la superación técnica de la profesión, buscando y fomentado, los medios de perfeccionar el nivel y preparación de los periodistas”, presentó un proyecto de creación del instituto libre de periodismo Jaime Bausate y Meza.
Sin intervenir en las facultades universitarias existentes, el objetivo es que la Institución acoja a quienes teniendo vocación por el periodismo buscan, antes que nada, una práctica intensiva guiada por profesionales de la prensa.
Comenzó como instituto el 23 de agosto de 1958, conducido por periodistas profesionales, el  2 de octubre de 1958 se dio la ceremonia de apertura del Instituto Jaime Bausate y Meza.
El 15 de octubre de ese mismo año inicio sus actividades académicas.
Habían transcurrido 29 años desde que se había encendido aquella flama de una iniciativa que perduró en el tiempo pese a los obstáculos.
El Ministerio de educación le otorga a Bausate y Meza, en 1964, el rango de instituto superior, mediante la resolución suprema 1132, cuando sus ingresados comenzaban ya a perfilarse entre los más destacados profesionales de las salas de redacción de los grandes diarios, radios y canales de Lima.

## Escuela
La Escuela de Periodismo Jaime Bausate y Meza, fundada en Lima, el 23 de agosto de 1958. Desarrolla una constante y fecunda labor académica de formación de periodistas y comunicadores sociales. De sus aulas han egresado profesionales de talento que han destacado en el periodismo escrito, radial, televisivo y en otras especialidades.
Las nuevas ideas  de la renovación del plan de estudios y la malla académica fueron el motivo por el que el Ministerio de Educación concediera a “Bausate y Meza“ la categoría de Escuela Superior de educación profesional no estatal.
El 20 de septiembre de 1965, se promulgó la Ley 15630, que reconoció, en el Perú, la profesión periodística. El Artículo 2.º de la norma, prescribía que: Las universidades nacionales y particulares, a través de sus facultades o escuelas, de periodismo, extenderán los títulos correspondientes a los periodistas. Este antecedente tiene mucha trascendencia, porque faculta a la Escuela de Periodismo Jaime Bausate y Meza de entonces, a otorgar el título profesional a los periodistas.
En 1972 y 1978, dos hechos marcaron el proceso de desarrollo de la Escuela. Sus egresados, de acuerdo a Ley, tenían derecho al bachillerato profesional y a recibir el título de especialista profesional en periodismo. Por otro lado, el Estado le confirió la categoría de Escuela Superior de Educación Profesional (ESEP). En 1984, el Decreto supremo N.º 023-84 ED, establece que la Escuela Superior de Periodismo otorga el título de periodista profesional, a nombre de la nación.
El momento de mayor relevancia para la Escuela de periodismo Jaime Bausate y Meza llegó cuando el 5 de enero de 1990, el Diario El Peruano  publicó la ley N.º 25167, aprobada por el Congreso de la República,  conforme a la cual se le otorga los deberes y derechos que establece la Ley Universitaria, reconociendo a los egresados y que puedan inscribirse en el Colegio Profesional de Periodistas del Perú, al culminar los diez ciclos de estudios que establece el plan de estudios universitario.

## Universidad
El 13 de noviembre del 2008, el expresidente de la República, Dr. Alan García Pérez promulgó en el mismo campus la Ley N.º 29278 otorgando la denominación de Universidad Jaime Bausate y Meza. Esta ley señala que la Universidad continuara otorgando a sus egresados el grado académico de Bachiller y el título profesional de Licenciado en Periodismo. Además, los egresados también quedarían habilitados para inscribirse en el Registro Nacional de Grados y Títulos de la Asamblea Nacional de Rectores. La Escuela y ahora Universidad denominada Jaime Bausate y Meza en memoria del fundador del primer cotidiano de América Latina, el "Diario de Lima".

## Autoridades
Los principales autoridades de la Universidad Jaime Bausate y Meza son los siguientes:
- Rector: Dr. Roberto Marcos Mejía Alarcón
- Vicerrector Académico: Dr. José Manuel García Sosaya
- Vicerrector (e) de Investigación: Dr. Cluber Fernando Aliaga Lodtmann
- Decano (e) de la Facultad de Ciencias de la Comunicación Social: Dr. Edgar Dávila Chota
- Secretario General: Mg. José Ignacio Infantas Moscoso
- Director Escuela de Posgrado: Dr. Cluber Fernando Aliaga Lodtmann
- Director (e) de la Escuela Profesional de Periodismo: Mg. Edgar Dávila Chota
- Director (e) de la Escuela Profesional de Comunicación Audiovisual: Mg. Luis Chamorro Pérez
- Representante de la Promotora: Mg. Nélida Maquera Condori
- Representante de la Representación Estudiantil: Gabriel Adrián Lara Santa Cruz

Los actuales representantes estudiantiles fueron electos el 6 de septiembre de 2024, su gestión se exiende hasta septiembre de 2025. 
1. Lara Santa Cruz Gabriel Adrián - Presidente
2. Villanueva Paredes, Mateo Alonso - Secretario de Organización
3. Guzmán Agüero, Camila Fernanda - Asamblea
4. Vargas Ore, Hiroshi Paolo - Asamblea
5. Sinchi Selguiron, Anny Adely Victoria - Asamblea
6. Relayza Vega, Edwin Michael - Asamblea
7. Arquiñigo Gamboa, Robert Ricardo - Asamblea
8. Amasifuen Malon, Jackelyn Adriana - Consejo Universitario
9. Gomez Apaza, Adriano Sebastián - Consejo de Facultad
10. Caycho Piminchumo, Paula Camila - Consejo de Facultad

## Organización interna de la representación estudiantil:
El Consejo Directivo, es designado por la misma representación estudiantil:
- Presidente: Gabriel Adrián Lara Santa Cruz 
- Secretario de Organización: Mateo Alonso Villanueva Paredes
Los símbolos de la Universidad Jaime Bausate y Meza, es una fusión contemporánea que empieza en una época clásica. La universidad tiene un logo donde resalta el color rojo y azul. El logo desde varios años atrás, lleva una letra capitular en todo su esplendor que representan la tradición y costumbre de la Alma mater.
“La comunidad Bausatina es símbolo de la verdad” es como lo especifica el himno en una de sus líneas donde representa muchas costumbres y tradición. Se canta desde hace años en cada evento, ceremonia, o cuando conmemoran al universitario.
Hay una gran diferencia entre el logo anterior y el logo actual. En la actualidad, el logo muestra colores más vivos, se nota la modernidad y el cambio de escuela a universidad, que se ha generado en los últimos años, y que marcó no solo una transformación en las leyes, sino también en su imagen.
En los últimos años se ha generalizado el uso de rankings universitarios internacionales para evaluar el desempeño de las universidades a nivel nacional y mundial; siendo estos rankings clasificaciones académicas que ubican a las instituciones de acuerdo a una metodología científica de tipo bibliométrica que incluye criterios objetivos medibles y reproducibles, tomando en cuenta por ejemplo: la reputación académica, la reputación de empleabilidad para los egresantes, la citas de investigación a sus repositorios y su impacto en la web. Del total de 92 universidades licenciadas en el Perú, la Universidad Jaime Bausate y Meza se ha ubicado regularmente dentro del tercio inferior a nivel nacional en determinados rankings universitarios internacionales.